# Turtix
Turtix é um Jogo de Plataforma 2D desenvolvido pela desenvolvedora independente In Images e publicado pela Alawar Entertainment, com distribuição adicional pela Big Fish Games. O jogo foi lançado oficialmente para Microsoft Windows entre Dezembro de 2006 e Dezembro de 2008. (Atualmente, não se sabe a exata data de publicação).

## Jogabilidade
No jogo, o jogador controla uma tartaruga mágica chamada Turtix, que parte em uma missão para resgatar jovens tartarugas capturadas após um acidente causado por um feitiço mal-executado. A jogabilidade segue o estilo clássico de plataforma side-scrolling, com movimentação lateral, obstáculos, inimigos e elementos de puzzle.
Turtix é dividido em cinco mundos distintos, cada um com seus próprios inimigos, ambientes e desafios únicos. O jogo também oferece três níveis de dificuldade, tornando-o acessível para jogadores de diferentes idades e experiências.

## Informações Técnicas
- Plataformas: Microsoft Windows, macOS, iOS
- Data de lançamento: Não confirmada
- Desenvolvedora: In Images
- Publicadora: Alawar Entertainment, Big Fish Games
- Gênero: Plataforma 2D / Aventura casual
- Modo de jogo: Um jogador
- Estilo gráfico: Desenhos animados em 2D com arte colorida e detalhada
- Idiomas disponíveis: Inglês, tcheco, francês, alemão, polonês, russo[5]

## Continuação
Em 2008, foi lançada uma sequência intitulada Turtix: Rescue Adventure, que expandiu os conceitos do jogo original com novos níveis, habilidades e mecânicas.